# Bataille du Stromboli (1675)
Ne doit pas être confondu avec bataille des îles Lipari.
Pour les articles homonymes, voir Bataille du Stromboli.
Pour la seconde bataille du Stromboli, qui eut lieu le 8 janvier 1676, voir bataille d'Alicudi.
Guerre de Hollande
Batailles
- Groenlo (06-1672)
- Solebay (06-1672)
- Coevorden (06-1672)
- Nimègue(07-1672)
- Groningue (07-1672)
- Saint-Lothain (02-1673)
- Schooneveld (1re) (06-1673)
- Maastricht (06-1673)
- Schooneveld (2de) (06-1673)
- Texel (08-1673)
- Bonn (11-1673)
- Arcey (01-1674)
- Pesmes (02-1674)
- Gray (02-1674)
- Scey-sur-Saône (03-1674)
- Chariez (03-1674)
- Vesoul (03-1674)
- Arbois (03-1674)
- Orgelet (03-1674)
- Besançon (04-1674)
- Dole (05-1674)
- Sinsheim (06-1674)
- Salins (06-1674)
- Belle-Île (06-1674)
- Lure (07-1674)
- Faucogney (07-1674)
- Sainte-Anne (07-1674)
- Fort-Royal (07-1674)
- Seneffe (08-1674)
- Entzheim (10-1674)
- Mulhouse (12-1674)
- Turckheim (01-1675)
- Stromboli (02-1675)
- Fehrbellin (06-1675)
- Salzbach
- Consarbrück
- Alicudi
- Agosta
- Palerme
- Maastricht
- Philippsburg
- Valenciennes
- Cambrai
- Saint-Omer
- Tobago
- La Peene (Cassel)
- Ypres
- Rheinfelden (07-1678)
- Saint-Denis

La première bataille du Stromboli, également appelée bataille des îles Lipari, est une bataille navale qui oppose, le 11 février 1675 au large de la Sicile, une flotte espagnole — commandée par le marquis de Viso (es) — à l'escadre française du duc de Vivonne, qui avait été chargée de porter secours à la ville de Messine.

## Contexte
Pour soutenir les Siciliens révoltés contre la domination espagnole et le roi Charles II, Louis XIV leur envoie, à plusieurs reprises, la flotte française. En septembre 1674, la ville de Messine avait déjà reçu un premier secours, conduit par le marquis de Valavoire et le chevalier de Valbelle, qui occupent la ville au nom du roi.
Le 29 janvier 1675, une puissante escadre part de la rade de Toulon. Duquesne n'y commande encore que l'avant-garde, sous l'autorité de duc de Vivonne. Elle est composée des bâtiments suivants :
| - Le Sceptre, 80 canons, duc de Vivonne ; - L'Heureux, 60 canons, capitaine de la Bretèche ; - Le Parfait, 56 canons, capitaine de Châteauneuf ; - Le Triomphant, 60 canons, marquis de Preuilly d'Humières (chef d'escadre) - Le Fidèle, 56 canons, capitaine de Cogolin ; - Le Saint-Michel, 60 canons, marquis du Quesne (lieutenant général) ; - L’Apollon, 56 canons, capitaine de Forbin l'aîné; - Le Vaillant, 32 canons, capitaine de Septesmes. |

Ces bâtiments sont accompagnés par un convoi de navires marchands transportant du blé. Des vents défavorables obligent la flotte à relâcher aux îles d'Hyères. L'escadre paraît en vue de Messine le 11 février 1675. Dans la ville, le signal est donné : les habitants réclament la protection de Louis XIV et arborent l’étendard de la France.

## La bataille
La flotte française y trouve les Espagnols, qui, ayant joint à leurs vaisseaux et leurs galères ceux du royaume de Sicile, de Naples et de Sardaigne, sont à la tête d'une flotte de vingt vaisseaux de guerre et de dix-sept galères,, avec laquelle ils ferment entièrement l’entrée de la ville. Cette flotte est commandée par Melchior de La Cueva.
Le duc de Vivonne, qui ne disposait que de huit vaisseaux de guerre, une frégate et trois brûlots, était accompagné d’un grand nombre de bâtiments chargés de troupes, de vivres, d’armes et d’autres secours qu’il portait aux habitants.
Un faible vent de nord-est, favorable aux galères espagnoles, souffle alors. Les vaisseaux espagnols font porter vent arrière sur l'escadre française qui, de son côté, malgré les désavantages du vent et du nombre, court au sud-est et fait les manœuvres nécessaires pour s'approcher de ses adversaires. Comme ceux-ci, en étendant leur ligne, auraient pu attaquer en même temps les huit vaisseaux français et les envelopper, Vivonne, sur les conseils de Duquesne, prend la précaution de laisser de grands intervalles entre ses trois petites divisions, se remettant à la valeur et à l'expérience des officiers qui les commandaient. Duquesne, à la tête de l'avant-garde, doit d'abord soutenir tout l'effort du combat. Les Espagnols, désireux de vaincre ce vieux marin, concentrent leurs assauts sur son vaisseau. Il arrive toutefois à se maintenir dans le combat presque sans perte jusqu'à ce que Vivonne avec son corps de bataille ait le temps de lui venir en aide.
Le combat faisait rage depuis quatre heures lorsque Vivonne s’aperçoit que les galères espagnoles commençaient à se rebuter. Il ordonne alors à tous les vaisseaux de son escadre de se rassembler et, en particulier, à la troisième division - commandée par le marquis de Preuilly d'Humières - qui n'avait pas encore rejoint le combat. Vivonne compte ainsi produire un effet décisif. Le signal de jonction est fait. Les six vaisseaux de Vivonne et de Duquesne se rapprochent sur le champ de l'arrière-garde de Preuiily qui, de son côté, les rejoint toutes voiles dehors. Les Espagnols, voyant que les Français allaient gagner le vent, revirent promptement pour les en empêcher. Le combat recommence alors avec plus de fureur qu'auparavant, l'arrivée des vaisseaux français auxquels les Espagnols n'avaient pas encore eu affaire ne leur fait pas lâcher prise. Le Saint-Michel de Duquesne, qui continue à être l'objet des efforts les plus acharnés, détache de superbes bordées contre tous les vaisseaux qui l'approchaient et les repoussait les uns après les autres à bonne distance.
Le marquis de Valavoir, qui avait été informé du secours que le duc de Vivonne amenait, avait fait armer tous les vaisseaux qui se trouvaient dans le port de Messine. Il ordonne au chevalier de Valbelle de se préparer à aller au-devant de lui.
Le combat est opiniâtre et sanglant de part et d’autre, et l’avantage est un temps incertain. Mais le chevalier de Valbelle, étant sorti du port au plus fort du combat avec les six vaisseaux qu’il commande, tombe sur les Espagnols par derrière, et commence à les mettre en désordre.
En même temps, le duc de Vivonne, secondé par Duquesne et le marquis de Preuilly d’Humières, profite du mouvement qu’ils sont obligés de faire, les attaque avec tant de vigueur que toute leur armée est obligée de prendre la fuite et de se retirer à toutes voiles à Naples, après avoir eu quatre vaisseaux coulés à fond et avoir perdu un grand nombre de marins.
La flotte espagnole en déroute est poursuivie jusqu'à Naples et l'escadre française entre triomphalement dans le port de Messine.

## Développements ultérieurs
La bataille des îles Lipari est une nette victoire française, au grand soulagement de Colbert, soulagement qui ne dure pas à l'annonce, en décembre 1675, de l'entrée en Méditerranée d'une escadre de 15 navires hollandais, sous les ordres de l'amiral de Ruyter.
Deux mois après la bataille, le 22 avril 1675, les sénateurs de Messine réunis en la cathédrale de la ville jurent fidélité à Louis XIV, tandis que le maréchal de Vivonne y est reçu et reconnu en qualité de vice-roi.